# Chwarstnica
Chwarstnica (deutsch Klein Schönfeld)  ist ein Dorf in der Landgemeinde (Gmina) Gryfino (Greifenhagen) im Powiat Gryfiński (Greifenhagener Kreis) der polnischen Woiwodschaft Westpommern.

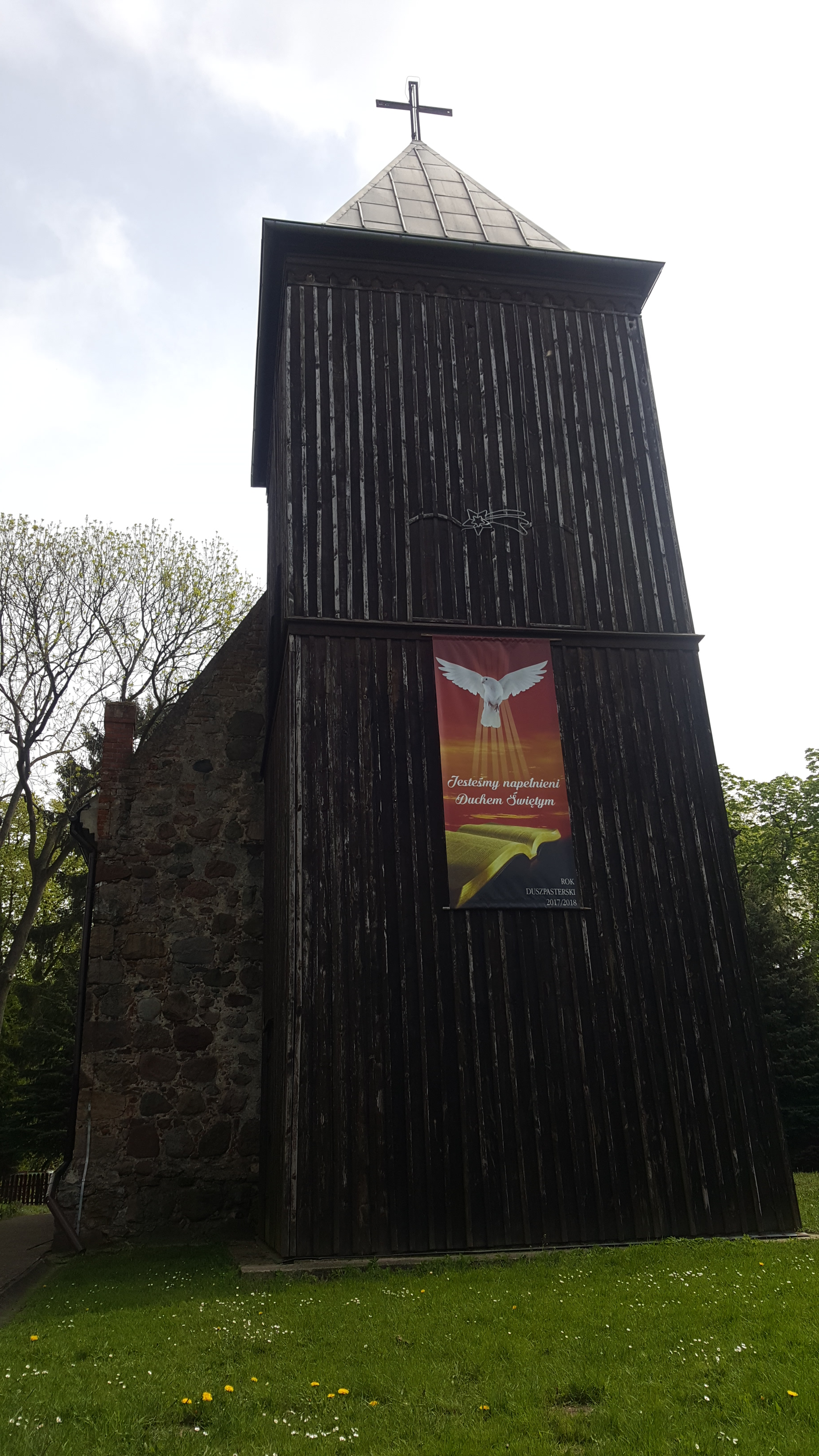
Dorfkirche, bis 1945 Gotteshaus der evangelischen Gemeinde Klein Schönfeld (Aufnahme 2019)

## Geographie
Das Kirchdorf liegt in Hinterpommern, auf der rechten Seite der Thue, südöstlich des Großen Woltiner Sees, etwa 30 Kilometer südlich von Stettin, neun Kilometer südöstlich der Stadt Greifenhagen und vier Kilometer südsüdöstlich von Wełtyń (Woltin).
Auf der Gemarkung des Dorfs liegt der Lütte (Kleine) See.

## Geschichte

Klein Schönfeld (Quadenschonefeld), südsüdöstlich des Stettiner Haffs und der Stadt Stettin, rechts der Oder, südwestlich des Madüsees (Madui Lacus) und südöstlich der Stadt Greifenhagen (Griffenhagen) und nordnordwestlich von Bahn (Bahnen), auf der Lubinschen Karte von 1618 (Ausschnitt)

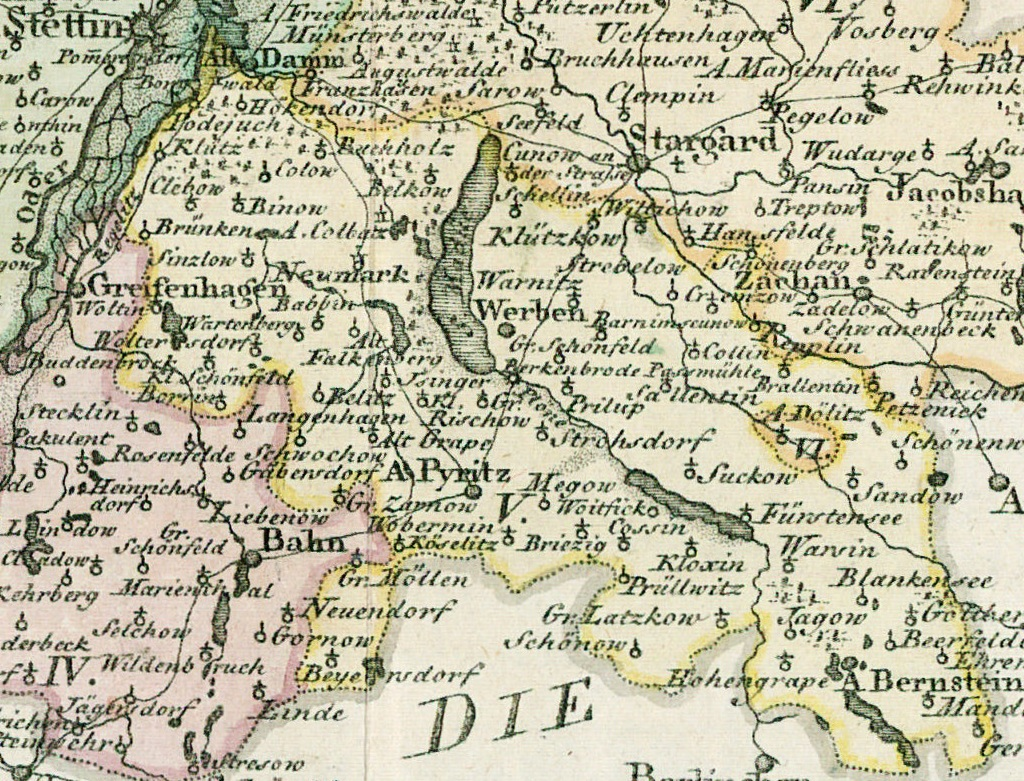
Kirchdorf Klein Schönfeld (Kl. Schönfeld), südöstlich von Greifenhagen und nordwestlich von Pyritz, auf einer Landkarte des 18. Jahrhunderts

Im 18. Jahrhundert grenzte das Dorf Klein Schönfeld Brüggemann zufolge an die Dörfer Garden, Woltersdorf, Borin, Klein Möllen, Wierow und Woltin. Auf der Lubinschen Karte von 1618 trifft dieses Nachbarschaftsverhältnis für den Ort Quadenschonefeld zu, der demnach  – vielleicht nach Zerstörungen im Dreißigjährigen Krieg – umbenannt worden sein dürfte. Bei dem Ort Schonevelt, der 1179–1181 vorkam und den Rose dem  Ort Klein Schönfeld gleichsetzen wollte, dürfte es sich wohl eher um das östlich des Madüsees, bei Werben gelegene Dorf Groß Schönfeld handeln (auf der Lubinschen Karte: Schonefeldt).
Um 1782 hatte Klein Schönfeld einen Freischulzenhof, elf Bauernhöfe, von denen zwei 1754 auf wüst liegenden Hofstellen angelegt worden waren, einige kleinere Gehöfte, eine Schmiede und eine Mutterkirche.
Im Jahr 1925 hatte Klein Schönfeld fünf Wohnplätze:
- Bergmühle
- Joachimshof
- Klein Schönfeld
- Kleinbahnhof Klein Schönfeld
- Seehaus

Im Jahr 1945 gehörte Klein Schönfeld zum Landkreis Greifenhagen im Regierungsbezirk Stettin der preußischen Provinz Pommern des Deutschen Reichs. Klein Schönfeld war dem  Amtsbezirk Borin zugeordnet.
Gegen Ende des Zweiten Weltkriegs wurde die Region von der Roten Armee besetzt. Nach Einstellung der Kampfhandlungen wurde Klein Schönfeld mit ganz Hinterpommern, jedoch ohne die militärischen Sperrgebiete, seitens der sowjetischen Besatzungsmacht der Volksrepublik Polen zur Verwaltung überlassen. Anschließend wanderten Polen zu. Klein Schönfeld wurde in „Chwarstnica“ umbenannt. In der Folgezeit wurde die einheimische Bevölkerung von der polnischen Administration aus Klein Schönfeld vertrieben.

### Demographie
| Jahr | Einwohner | Anmerkungen                                                                   |
| ---- | --------- | ----------------------------------------------------------------------------- |
| 1782 | –         | 30 Feuerstellen (Haushaltungen)                                               |
| 1818 | 198       | königl. Dorf, mit Mutterkirche und der Wassermühle Bergmühle an der Thue      |
| 1852 | 333       | [ 7 ]                                                                         |
| 1864 | 399       | am 3. Dezember, auf einer Gemarkungsfläche von 3653 Morgen in 42 Wohngebäuden |
| 1867 | 388       | am 3. Dezember                                                                |
| 1871 | 391       | am 1. Dezember, in 80 Wohngebäuden; sämtlich Evangelische                     |
| 1890 | 389       | davon 284 Evangelische und fünf Katholiken                                    |
| 1910 | 320       | am 1. Dezember                                                                |
| 1925 | 418       | darunter 416 Evangelische sowie eine katholische und eine jüdische Person     |
| 1933 | 446       | [ 14 ]                                                                        |
| 1939 | 426       | [ 14 ]                                                                        |

### Kirchspiel
Das evangelische Kirchspiel der Mutterkirche mit der Filiale Klein Möllen gehörte früher zur Synode Kolbatz.